# Relativitat numèrica
La relativitat numèrica és una de les branques de la relativitat general que utilitza mètodes i algorismes numèrics per resoldre i analitzar problemes. Amb aquesta finalitat, sovint s'utilitzen superordinadors per estudiar els forats negres, les ones gravitacionals, les estrelles de neutrons i molts altres fenòmens descrits per la teoria de la relativitat general d'Albert Einstein. Un camp d'investigació actiu actualment en relativitat numèrica és la simulació de binaris relativistes i les seves ones gravitatòries associades.
Un objectiu principal de la relativitat numèrica és estudiar els espais-temps dels quals no es coneix la forma exacta. Els espais temps que es troben computacionalment poden ser totalment dinàmics, estacionaris o estàtics i poden contenir camps de matèria o buit. En el cas de solucions estacionàries i estàtiques, també es poden utilitzar mètodes numèrics per estudiar l'estabilitat dels espai-temps d'equilibri. En el cas dels espai-temps dinàmics, el problema es pot dividir en el problema del valor inicial i l'evolució, cadascun requerint mètodes diferents.
La relativitat numèrica s'aplica a moltes àrees, com ara models cosmològics, fenòmens crítics, forats negres pertorbats i estrelles de neutrons, i la coalescència de forats negres i estrelles de neutrons, per exemple. En qualsevol d'aquests casos, les equacions d'Einstein es poden formular de diverses maneres que ens permeten fer evolucionar la dinàmica. Tot i que els mètodes de Cauchy han rebut la majoria de l'atenció, també s'han utilitzat mètodes de càlcul característic i de Regge. Tots aquests mètodes comencen amb una instantània dels camps gravitatoris d'alguna hipersuperfície, les dades inicials, i fan evolucionar aquestes dades cap a hipersuperfícies veïnes.
Com tots els problemes d'anàlisi numèrica, es presta molta atenció a l'estabilitat i la convergència de les solucions numèriques. En aquesta línia, es presta molta atenció a les condicions de gauge, coordenades i diverses formulacions de les equacions d'Einstein i l'efecte que tenen sobre la capacitat de produir solucions numèriques precises.
La investigació sobre la relativitat numèrica és diferent del treball sobre les teories clàssiques de camp, ja que moltes tècniques implementades en aquestes àrees són inaplicables a la relativitat. No obstant això, moltes facetes es comparteixen amb problemes a gran escala en altres ciències computacionals com la dinàmica de fluids computacional, l'electromagnètica i la mecànica dels sòlids. Els relativistes numèrics sovint treballen amb matemàtics aplicats i treuen informació de l'anàlisi numèrica, la Ciència computacional, les equacions en derivades parcials i la geometria, entre altres àrees d'especialització matemàtiques.

## Història
Albert Einstein va publicar la seva teoria de la relativitat general el 1915. Com la seva teoria anterior de la relativitat especial, va descriure l'espai i el temps com un espai-temps unificat subjecte al que ara es coneix com les equacions de camp d'Einstein. Aquestes formen un conjunt d'equacions diferencials parcials no lineals acoblades (PDE). Després de més de 100 anys des de la primera publicació de la teoria, es coneixen relativament poques solucions de forma tancada per a les equacions de camp i, d'aquestes, la majoria són solucions cosmològiques que assumeixen una simetria especial per reduir la complexitat de les equacions.
El camp de la relativitat numèrica va sorgir del desig de construir i estudiar solucions més generals a les equacions de camp resolent aproximadament les equacions d'Einstein numèricament. Un precursor necessari d'aquests intents va ser una descomposició de l'espai-temps en espai i temps separats. Això va ser publicat per primera vegada per Richard Arnowitt, Stanley Deser i Charles W. Misner a finals de la dècada de 1950 en el que s'ha conegut com el formalisme ADM. Tot i que per raons tècniques les equacions precises formulades al document original de l'ADM rarament s'utilitzen en simulacions numèriques, la majoria dels enfocaments pràctics de la relativitat numèrica utilitzen una "descomposició 3+1" de l'espai-temps en espai tridimensional i temps unidimensional que està estretament relacionat. a la formulació ADM, perquè el procediment ADM reformula les equacions de camp d'Einstein en un problema de valor inicial restringit que es pot abordar mitjançant metodologies computacionals.
En el moment en què ADM va publicar el seu article original, la tecnologia informàtica no hauria donat suport a la solució numèrica de les seves equacions en cap problema de qualsevol mida substancial. El primer intent documentat de resoldre numèricament les equacions de camp d'Einstein sembla ser de SG Hahn i RW Lindquist el 1964, seguit poc després de Larry Smarr i de KR Eppley. Aquests primers intents es van centrar en l'evolució de les dades de Misner en axisimetria (també coneguda com a "dimensions 2+1"). Al voltant de la mateixa època, Tsvi Piran va escriure el primer codi que va fer evolucionar un sistema amb radiació gravitatòria utilitzant una simetria cilíndrica. En aquest càlcul, Piran ha establert les bases per a molts dels conceptes que s'utilitzen avui en dia en l'evolució d'equacions ADM, com ara "evolució lliure" versus "evolució restringida" que tracten el problema fonamental de tractar les equacions de restricció que sorgeixen en el formalisme ADM. L'aplicació de la simetria va reduir els requisits computacionals i de memòria associats al problema, cosa que va permetre als investigadors obtenir resultats sobre els superordinadors disponibles en aquell moment.

## Evolucions recents
En els últims anys, s'han publicat centenars d'articles de recerca que donen lloc a un ampli espectre de relativitat matemàtica, ones gravitatòries i resultats astrofísics per al problema del forat negre en òrbita. Aquesta tècnica es va estendre als sistemes binaris astrofísics que inclouen estrelles de neutrons i forats negres, i múltiples forats negres. Una de les prediccions més sorprenents és que la fusió de dos forats negres pot donar al forat restant una velocitat de fins a 4000 km/s que li poden permetre escapar de qualsevol galàxia coneguda. Les simulacions també prediuen un alliberament enorme d'energia gravitatòria en aquest procés de fusió, que arriba al 8% de la seva massa total en repòs.